# Trio Amadeus
Composto por Fábio (voz e violão), Marcelle (voz e harpa) e Rafael Marcenes (violino). O Trio Amadeus surgiu em 2003 com a proposta de resgatar músicas eruditas de compositores consagrados tais como J.S.Bach, W.A.Mozart, G.Bizet, dando-lhes uma roupagem mais popular e contemporânea, através dos arranjos de guitarra, harpa e violão em substituição dos instrumentos nos arranjos tradicionais de uma orquestra. Em 2007, o então guitarrista Rafael Cheib saiu do grupo e em seu posto tomou lugar o violinista Rafael Marcenes, integrante atual. A partir de sua entrada, o grupo passou a incoroporar ao repertório de músicas populares e autorais, músicas medievais e de origem céltica além de clássicos do rock.
O primeiro CD do grupo foi lançado no segundo semestre de 2003 e contém músicas consagradas como “Papageno”, da ópera “A Flauta mágica” de W. Amadeus Mozart, “Habanera” da ópera “Carmen” de Bizet, “Ária da quarta corda” de J.S.Bach, além de canções populares de autoria própria.

## História
Em meados de 2003, Marcelle, a cantora que então cursava bacharelado em canto pela Universidade Federal de Minas Gerais - UFMG, após deixar a faculdade de física, onde havia conhecido Fábio, violonista do Trio, precisava para uma montagem da Ópera "A Flauta Mágica" de Wolfgang Amadeus Mozart promovida pela escola de música, de um pianista co-repetidor, para acompanhá-la durante as preparações da ópera.
Àquela época estava em falta a figura deste pianista acompanhante. Nesta ocasião, Fábio se ofereceu para acompanhá-la ao violão a ária do "Papagueno, Papaguena". Como essa ária possuía vários arranjos que ficavam difíceis de ser tocados somente ao violão, Fábio convidou Rafael Cheib, guitarrista da banda de rock "Santa Claus" da qual fazim parte. A tarefa era transpor a música clássica de Mozart para esses dois instrumentos de cunho mais popular muito mais presentes na música contemporânea que na erudita (pelo menos até aquele ano em questão).
O arranjo desta ária soou diferente, um tanto subversivo para ouvidos acadêmicos; no entanto, inaugurou o gene do que seria o estilo do Trio Amadeus: a mistura orgânica de música clássica com o popular, através do violão e da guitarra, incorporando neles os ricos arranjos presentes na música orquestral. Fábio, que era o vocalista da "Santa Claus", cantou ao estilo popular o papel do Papagueno, avançando para além dos instrumentos a mistura de estilo que veio a se tornar característico do grupo. O trabalho novo, rapidamente atraiu o interesse e a atenção das pessoas.  
O trio oficializou a inovação musical e naturalmente decidiu homenagear o compositor austríaco W.A.Amadeus, batizando por Grupo Amadeus o conjunto. No entanto, foi em um programa de televisão que gravaram em Belo Horizonte,"Brasil das Gerais", quando a âncora do programa, Roberta Zampeti apresentava ao vivo, chamou-os no ar por Trio Amadeus, que finalmente incoroporaram definitivamente esse nome.
De lá para cá, novos instrumentos foram trazidos para a formação. Harpa,  violino, flautas, passaram a aparecer nos arranjos e novas músicas autorais, novas releituras, e novos estilos como o rock tocado como música clássica, além da música medieval e da MPB passaram a fazer parte do repertório. Batizaram esse eclético cruzamento de influências como Classical Crossover: a mistura de estilos modernos e antigos com forte influência da tradição erudita.
O primeiro disco foi gravado em 2004 com o nome de "Amadeus". Ele foi gravado somente com violão, guitarra e as vozes de Fábio e Marcelle. O projeto consistia em metade de músicas autorais e metade de resgate de músicas eruditas nesta mesma formação.
Em 2007, após a gravação do segundo disco, "Sobre todas as coisas", o guitarrista Rafael Cheib deixou o Trio. Em seu lugar entrou Rafael Marcenes, violinista. Esse segundo disco segue o mesmo modelo de repertório do primeiro, com metade de músicas autorais e metade resgate de músicas eruditas. No entanto, a formação da gravação contou com a participação de banda e sequenciamento em algumas faixas.
Em 2010, captaram um show no Residence Pampulha em Belo Horizonte, para a gravação do DVD Trio Amadeus ao Vivo, com a participação de grande banda em algumas faixas (quinteto de cordas, guitarra, flauta, percussão, bateria, além do Trio). O disco foi lançado oficialmente em 2012 e dele foi extraído também o álbum de áudio CD Trio Amadeus ao Vivo.

## Carreira
Em sua carreira, o Trio Amadeus já se apresentou em diversas ocasiões, no Brasil e na Europa, e participou de eventos de grande relevância cultural , como as edições do Festival Internacional de Harpas do Rio de Janeiro (RioHarpFestival), onde em todos os anos tem sido o único representante de Minas Gerais, e das 8ª e 9ª edições do Projeto Música no Museu. Realizaram a abertura do IX Festival Internacional de Coros, ocasião na qual receberam Moção de Aplausos da Câmara Municipal de Conselheiro Lafaiete – MG. Inauguração da ONG francesa France Libertés Brasil com a presença da ex-primeira dama francesa Danielle Miterrand; além de várias solenidades oficiais. Na Mostra de Talentos da UFMG receberam Menção Honrosa. Foram a atração no Rio de Janeiro na comemoração dos 100 anos da Companhia Caminho Aéreo Pão de Açúcar, responsável pelo Bondinho do Morro da Urca. 
Em Portugal, apresentaram-se no Cassino Estoril, o maior da Europa, e em Paris e Praga, conquistaram uma excelente aceitação do público local.
Além disso, já realizaram shows para grandes empresas e instituições, como Fiat, Usiminas, Belgo Arcelor Mittal, Gerdau, Thyssenkrup, Minas Tênis Clube, Amagis, Rotary Club, Lyons Club, Asmare, CEMIG, Fundação Newton Paiva, PUC Minas, Ciências Médicas, Grupo Sim, TOTVS, Rede Pitágoras, Unimaster, Alert, Construtora Caparaó, CDL-MG, Centro Mineiro de Referência em Resíduo, Hospital Materdei,Cantata de Natal no Museu Inimá de Paula,  Polo-BH, Governo do Estado de Minas Gerais, Secretaria Municipal de Saúde de Belo Horizonte, Congresso da Medicina do Trabalho, Secretaria de Saúde do Estado de Minas Gerais, TJMG, Assembleia Legislativa, XV Grande Concerto de Natal de Teófilo Otoni, Abertura VI Congresso Nacional de Educadores de Santo Antonio de Jesus - BA, Solenidade de homenagem aos 50 anos do PIC, Feira da economia solidária, Congresso de Geriatria, Sinmed,  Solenidade da Posse do Presidente do TJMG de 2012, em vários encontros da Magistra, Uniarp no evento SEAD de SC, Posse da presidencia da Associação Médica de Minas Gerais, Prefeitura e Câmara Municipal de Belo Horizonte, Conselheiro Lafaiete, Raposos, Sabará, Igarapé, Pará de Minas, Divinópolis, Nova Lima, Ipatinga, Itabira, Ouro Branco, Barbacena, São João del Rey, Juiz de Fora, Congonhas ; Fortaleza no Ceará, Trancoso, na Bahia, Dourados- MS, entre vários outros tipos eventos. Também participaram de concertos à frente de grandes orquestras, em diversas casas de shows e teatros, além de eventos particulares.
Na TV, surgiram como matéria no Jornal da Globo, Jornal Hoje, MG-TV e Globo Horizonte da Rede Globo. Fizeram participações nos programas Brasil das Gerais, Palco Brasil, Agenda e Jornal da Cultura da Rede Minas (TV Cultura). Também nos programa Viação Cipó da TV Alterosa (SBT), Sala de Cultura da TVC, ShowVip e nas emissoras TV Assembleia, TV Horizonte, Puc TV, TV Lafaiete, TV UFMG, Programa Arte no Ar, Questões de fé e Veja TV de Nova Iorque.
Atualmente se dedicam ao projeto de gravação de clipes de versões músicas conhecidas mundialmente para a plataforma YouTube, além de suas composições autorais. Em 2022 o grupo pretende fazer diversos lançamentos de novos singles e álbuns para as plataformas digitais. 

## Discografia

### CDs
- 2004 - Amadeus
- 2007 - Sobre todas as coisas
- 2012 - Trio Amadeus ao Vivo
- 2020 - Feliz Natal
- 2021 - Harpa Mágica

### DVDs
- 2012 - DVD Trio Amadeus ao Vivo

### Singles
- 2018 - I'm yours
- 2018 - Stairway to heaven
- 2018 - He's a pirate - from Pirates of the Caribean
- 2018 - Stand by me
- 2019 - Shallow
- 2020 - Here cines the sun
- 2021 - Meu anjinho
- 2021 - Chamado Invisível
- 2021 - Monte Castelo